# ユニバーサル・北京・リゾート
ユニバーサル・北京・リゾート（英: Universal Beijing Resort、中: 北京环球度假区）は2021年9月20日に中国北京市通州区に開業されたアミューズメントリゾートである。
将来的には2つのテーマパーク、ホテル、商業施設であるユニバーサル・シティウォーク・北京、大型プールであるウォーターパークで成り立つ。

## 概要
2021年に開業したユニバーサル・パークス&リゾーツのテーマパークである。また、面積は2001年に開業した日本のユニバーサル・スタジオ・ジャパン（0.54 km2）の約2倍を誇る。
アメリカ合衆国のユニバーサル・スタジオ・ハリウッド、オーランド・リゾートよりも大きいため、北京は世界最大のユニバーサル・スタジオとなる。
アジアのユニバーサル・テーマパークでは初の大型リゾートタイプとなり、パーク一体型ホテルが建設される。
ユニバーサル・オーランド・リゾートと同様の大型ウォーターパーク「ボルケーノ・ベイ」も建設予定。将来予定されている第2テーマパーク建設用の広大な敷地も隣に用意されている。
ユニバーサル・北京・リゾート全体の拡張地を含む敷地面積はユニバーサル・スタジオ・ジャパンの約10倍もの面積となる。

## リゾート構成

### テーマパーク

#### ユニバーサル・スタジオ・北京
公式ウェブサイトによると、7つのテーマエリアがある。

#### ユニバーサル・シティウォーク・北京

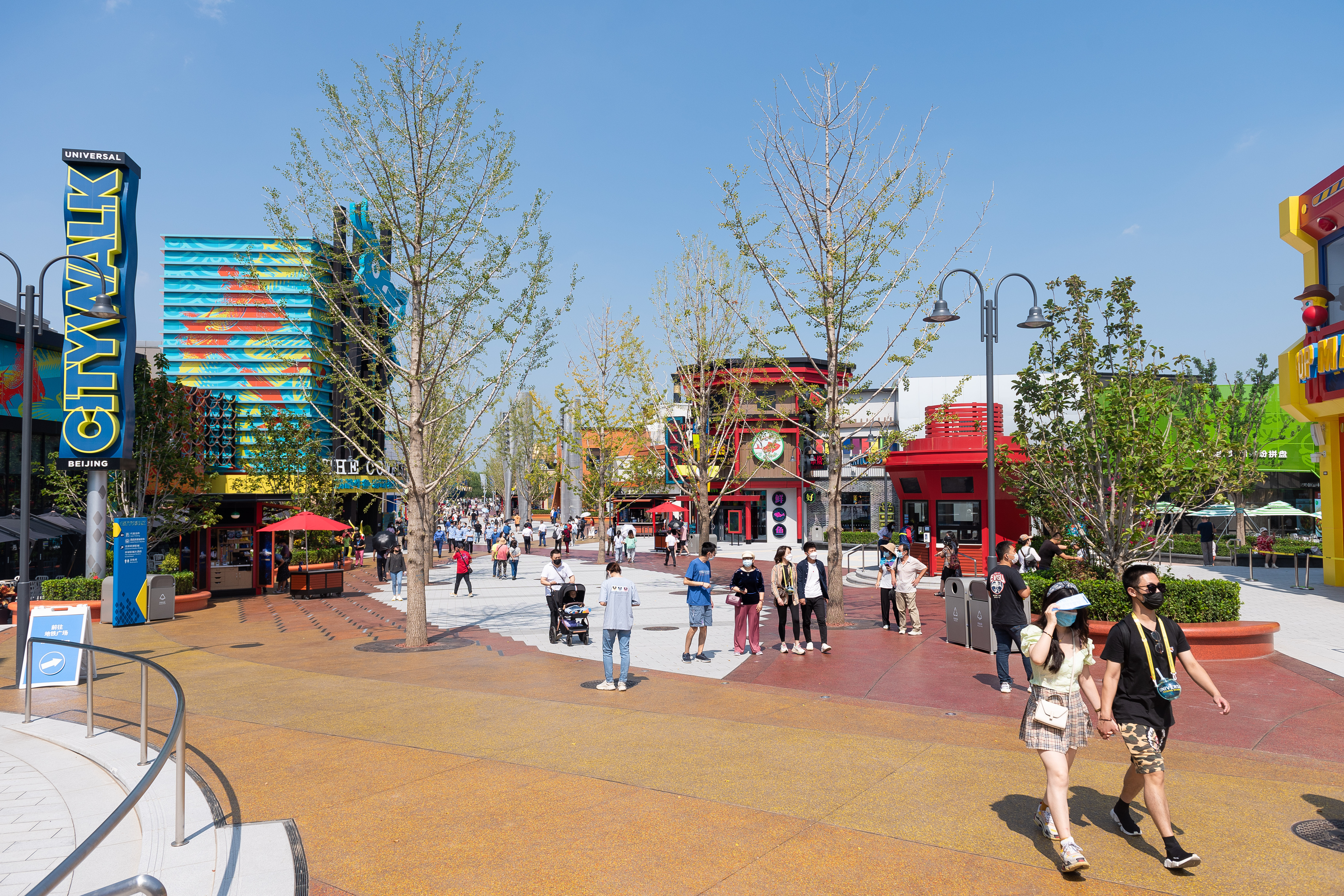
ユニバーサル・シティウォーク・北京

ユニバーサル・シティ・ウォークは、ユニバーサル・北京のテーマパークへの玄関口として機能する。エンターテインメント、ダイニング、小売の複合施設には、店舗とレストランが含まれ、駐車場、駅、テーマパーク、ウォーターパークの入口の間に配置される。シティ・ウォークは、リゾートの最初のフェーズの一部としてオープンする予定。

#### ウォーターパーク
ユニバーサル・北京・リゾートには、ウォーターパークの計画が含まれている。

#### 第二テーマパーク
ユニバーサル・北京・リゾートでは、第2テーマパークの計画が含まれている。建設は始まっていないがテーマパークは、ユニバーサル・スタジオ・北京に隣接される予定である。

### ホテル

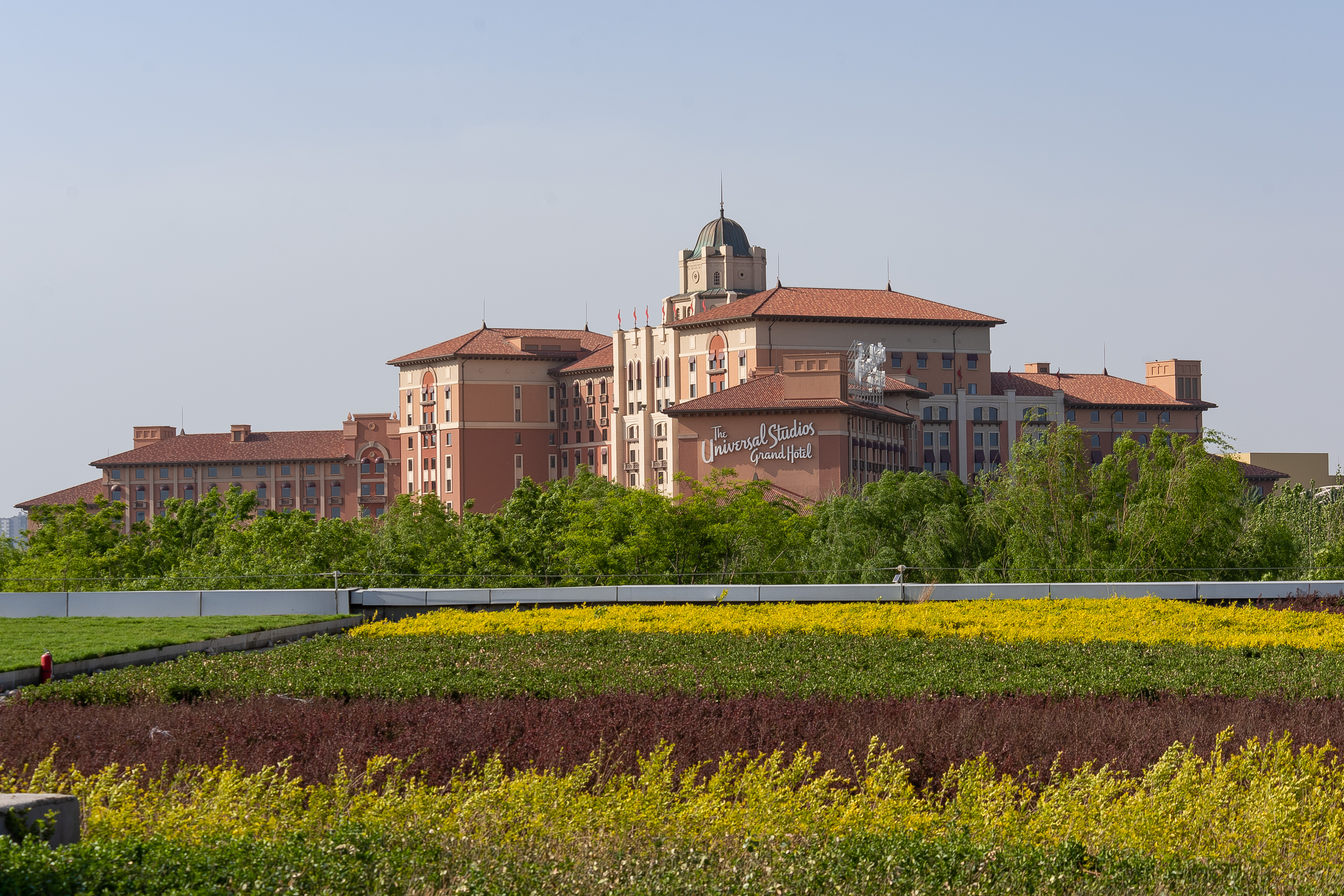
ザ・ユニバーサル・スタジオ・グランド・ホテル

- The Universal Studios Grand Hotel
- NUO Resort Hotel

## 初期案
当初は韓国にユニバーサル・スタジオ・コリアを建設予定だったが、白紙撤回、後に北京へ進出と発表された。

## 歴史
- 2009年（平成21年）
  - 2月12日 - ユニバーサル・スタジオが北京市にテーマパークを建設する計画について関係当局の承認を待っている段階であることを明らかにした[5]。

- 2019年（令和元年）
  - 9月17日 - ユニバーサル・スタジオ・北京は2021年にオープンすることを発表した[6]。
  - 10月12日 - ユニバーサル・スタジオ・北京のテーマエリアが発表された[7]。

- 2021年（令和3年）
  - 8月26日 - 北京地下鉄環球度假区駅が開業。
  - 9月2日 - ユニバーサル・シティウォーク・北京が開業。
  - 9月20日 - 開業[1]。

## 最寄駅

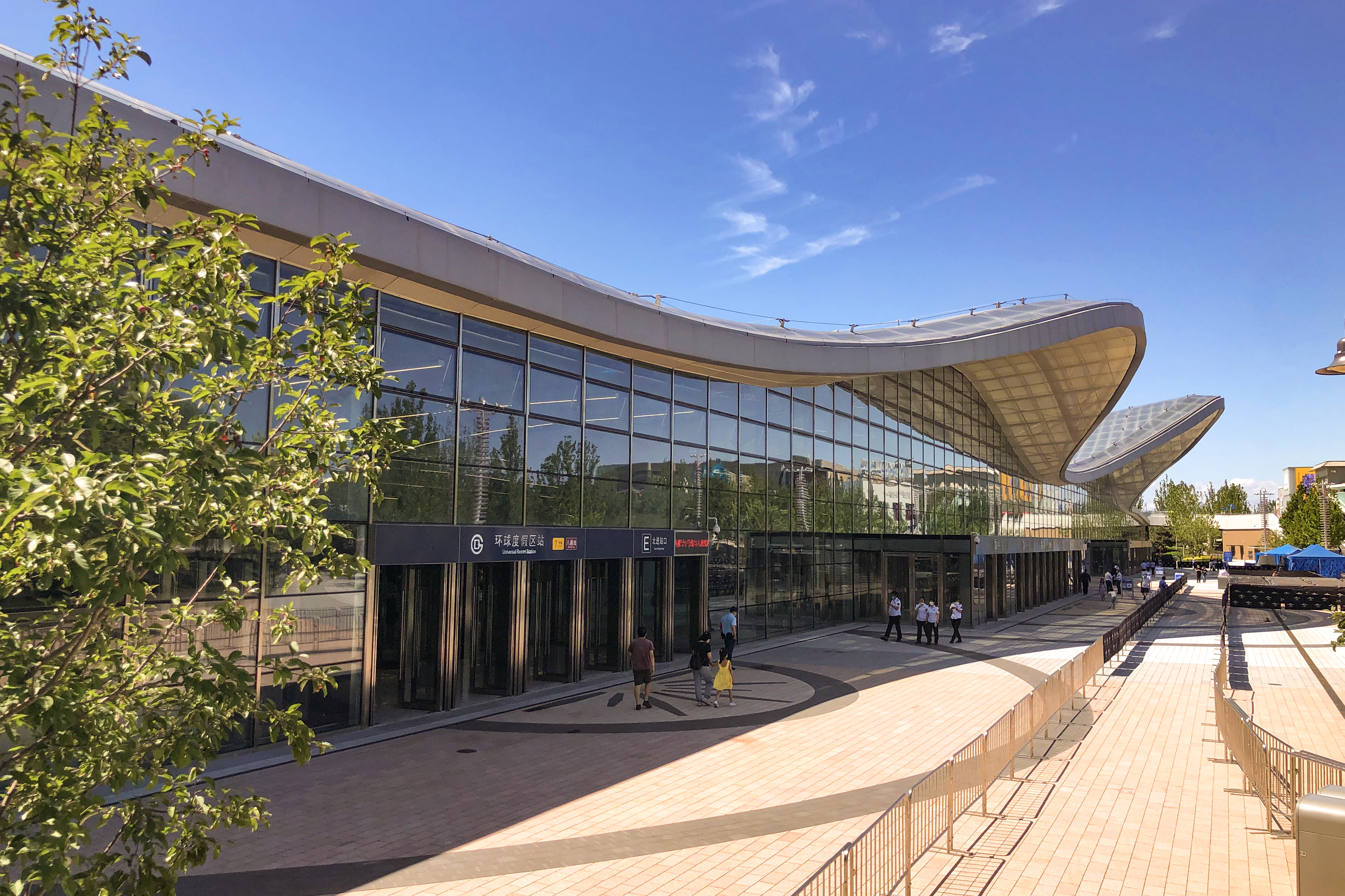
環球度假区駅（ユニバーサル・リゾート駅）

- 環球度假区駅（ユニバーサル・リゾート駅）